# 100% Records
100% Records es un sello discográfico británico independiente, ubicado en Londres, además de una empresa de gestión de productos de negocios fundada por Toby Harris, exintegrante de Back Yard Recordings. 
100% Records ha publicado álbumes de estudio de Killa Kela, Matisyahu, Monarchy, Skunk Anansie, Orchestral Manoeuvres in the Dark, Izabo, Zebra and Snake, Sam Roberts and We Are Scientists.
100% ha trabajado en productos de forma independiente manejando artistas tales como Robyn, Placebo, Moby, Röyksopp, Sigur Rós, The Dø y Björk. 
Music Week publicó un artículo anunciando que 100% Records es la manera moderna de formar un sello discográfico.

## Artistas
- Killa Kela.
- Matisyahu.
- Orchestral Manoeuvres in the Dark.
- Monarchy.
- Izabo.
- Zebra and Snake.
- Skunk Anansie.
- We Are Scientists.
- Sam Roberts.